# Troupe de La Monnaie en 1761

## Composition de la troupe duThéâtre de la Monnaieen1761
L'année théâtrale commence le 23 mars 1761 et se termine le 27 février 1762.
| Acteurs et chanteurs | Actrices et chanteuses |
| -------------------- | ---------------------- |
| Camelly              | Camelly                |
| Châtillon            | Eugénie D'Hannetaire   |
| Compain              | Nonancourt             |
| Desmarets            | Ranc                   |
| D'Hannetaire         | Rosalie                |
| Dubois               | Valcour                |
| Gourville            |                        |
| Louis                |                        |
| Marignan             |                        |
| Neuville             |                        |
| Quinault             |                        |

### Source
- François-Antoine Chevrier, L'observateur des spectacles, La Haye, Constapel, 1762-1763, vol. I.